# Riverrun
Riverrun – projekt muzyczny zespołu Underworld, realizowany w okresie od 9 listopada 2005 do 5 czerwca 2006 roku, którego rezultatem były 3 minialbumy udostępnione online.

## Historia i założenia
Jak stwierdził Karl Hyde w wywiadzie dla Drowned in Sound od wczesnych lat 80. obaj wspólnie z Rickiem Smithem i Johnem Warwickerem, członkami-założycielami zespołu Freur, a następnie firmy graficznej Tomato nosili się z pomysłem wymiany informacji przez internet, co udało im się zrealizować z serią Riverrun w 2005 roku. Inspiracji dostarczały im artykuły Roberta Frippa, który proponował, aby małe, wykwalifikowane grupy ludzi wymieniały się pomysłami i wchodziły w interakcje w taki sposób, żeby się wzajemnie wspierać zachęcać i wzmacniać. Inspiracji dostarczył im również artykuł w magazynie Wired o efekcie długiego ogona. Urzeczywistnieniu pomysłu sprzyjał wreszcie rozwój i upowszechnienie się samego Internetu, a następnie spotkanie ludzi, którzy rozumieli ich pomysły, dotyczące takich zagadnień jak: sprzedaż prac za pośrednictwem Internetu, upowszechnianie licznych projektów za darmo, samodzielna realizacja własnego programu radiowego, czy transmisji scenicznej na żywo, itp..
Począwszy od wydania w 2000 roku DVD Everything, Everything zespół rozpoczął publikowanie swoich nowych utworów w Internecie, a także codzienne umieszczanie w sieci pamiętnika, zdjęć i linków do innych artystów. Pierwsze odpowiedzi od fanów muzycy dostali już w ciągu kilku godzin od pierwszego wpisu do pamiętnika. 
W wywiadzie dla magazynu Chaos Control Digizine Karl Hyde wyjaśnił:

To był niesamowicie budujący moment, kiedy zdaliśmy sobie sprawę, że istnieje coś więcej niż tradycyjne sposoby komunikacji. Lubimy wychodzić i grać na żywo i to odgrywa bardzo ważną rolę w sposobie, w jaki otrzymujemy nasze wskazówki i energię, a także w sposobie, w jaki piszemy materiał, ponieważ piszemy dużo materiału na scenie.

Ale impulsem do takiej formy wydawania nowej muzyki był również fakt niezbyt dobrego przyjęcia, zarówno przez krytykę jak i przez słuchaczy, ostatniego studyjnego albumu zespołu, A Hundred Days Off, co z kolei było spowodowane malejącą popularnością muzyki tanecznej, zmianą gustów nowego pokolenia młodzieży i malejącymi zyskami ze sprzedaży nagrań tego gatunku. Wówczas nadeszła wiadomość, że kolejne wydawnictwo Underworld będzie dostępne tylko w sieci.

## Utwory
Poczynając od listopada 2005 roku zespół udostępnił, tylko do ściągnięcia, trzy półgodzinne utwory muzyczne z serii Riverrun, połączone z zestawem artystycznych dodatków wizualnych, takich jak zdjęcia.

### Lovely Broken Thing
Pierwszym z serii był utwór Lovely Broken Thing, opublikowany 9 listopada 2005, trwający 28 min i 36 sek i połączony ze 177 obrazami:
| 1. | JAL To Tokyo |  |
|    |              |  |
| 2. | Billy Goat   |  |
|    |              |  |
| 3. | Peggy Sussed |  |
|    |              |  |
| 4. | Dub Sheperd  |  |
|    |              |  |
| 5. | Lenny Penne  |  |
|    |              |  |
| 6. | Monkey Wink  |  |
|    |              |  |
| 7. | Witness      |  |
|    |              |  |

### Pizza For Eggs
7 grudnia 2005 roku opublikowany został drugi utwór, Pizza for Eggs. Trwał 25 minut i 7 sekund, i był połączony z 444 obrazami:
| 1. | Food A Ready           |  |
|    |                        |  |
| 2. | Back In The Fears      |  |
|    |                        |  |
| 3. | Vanilla Monkey         |  |
|    |                        |  |
| 4. | Flatz                  |  |
|    |                        |  |
| 5. | Ancient Phat Farm Coat |  |
|    |                        |  |
| 6. | Play Pig               |  |
|    |                        |  |

### I’m a Big Sister, and I’m a Girl, and I’m a Princess, and This Is My Horse
Trzeci utwór, I’m a Big Sister, and I’m a Girl, and I’m a Princess, and This Is My Horse, został opublikowany 5 czerwca 2006 roku. Trwał 30 minut i 34 sekundy i był połączony z 53 obrazami:
| 1. | Peach Tree    |  |
|    |               |  |
| 2. | Mowed Path    |  |
|    |               |  |
| 3. | Showlder      |  |
|    |               |  |
| 4. | Wedge         |  |
|    |               |  |
| 5. | 11 Hundred Hz |  |
|    |               |  |

### Wydanie CDr, CD-ROM, Promo
Lista według Discogs:
| 1. | Lovely Broken Thing                                                       | 28:37   |
|    |                                                                           |         |
| 2. | Pizza For Eggs                                                            | 25:08   |
|    |                                                                           |         |
| 3. | I'm A Big Sister, And I'm A Girl, And I'm A Princess And This Is My Horse | 30:36   |
|    |                                                                           |         |
|    |                                                                           | 1:24:21 |
|    |                                                                           |         |

## Odbiór
| Recenzje   | Recenzje |
| Publikacja | Ocena    |
| ---------- | -------- |
| PopMatters | 6/10     |

John Davidson, recenzent magazynu PopMatters najwyżej z całego zestawu ocenił suitę Pizza for Eggs, określając ją jako „najlepsze i najwspanialsze dzieło, jakie Underworld zrealizował od lat”. Pierwsza z suit, Lovely Broken Thing, „nie zwiastowała niczego dobrego”, trzecia natomiast, I’m a Big Sister, and I’m a Girl, and I’m a Princess, and This Is My Horse, „plasuje się pod względem jakości pomiędzy dwoma poprzednimi wydawnictwami”. Podsumowując cały projekt autor podkreśla niezmienną cechę zespołu, jaką jest według niego „zaangażowanie się Underworld w ruch do przodu, jego chęć tworzenia odważnej muzyki eksperymentalnej i chęć rzucenia wyzwania filozoficznym wyobrażeniom o tym, jak projekty audio-wizualne mają być składane, udostępniane i dzielone.

## Oblivion with Bells
Po zrealizowaniu projektu Riverrun muzycy postanowili nagrać kolejny album studyjny, Oblivion with Bells. Jak stwierdził w wywiadzie dla MTV Karl Hyde:

Naprawdę lubimy płyty, a fizyczna płyta jest wizytówką. I nieważne ile pobrań udostępniliśmy, dopóki nie zmieni się znacząco percepcja, zawsze będą one postrzegane jako ubogi krewny prawdziwego albumu. A jeśli chcemy, by ludzie weszli do świata Underworld, musieliśmy powiedzieć: „Oto coś rozpoznawalnego”.

## Drift
Riverrun natomiast stał się inspiracją dla kolejnego projektu muzycznego zespołu, Drift. Rick Smith i Karl Hyde w wywiadzie dla magazynu Mixmag stwierdzili, iż większość założeń projektu Riverrun wydawała się im niedokończona, między innymi szkice pomysłów, które, choć zostały zmontowane w atrakcyjny sposób, wciąż były surowe. Dzięki projektowi Drift obaj mogli je zrealizować na znacznie wyższym poziomie.